# قره‌سو (کردامیر)

قره‌سو

قره‌سو (به لاتین: Qarasu) یک منطقه مسکونی در جمهوری آذربایجان است که در شهرستان کردامیر واقع شده است. قره‌سو ۳۸۸۸ نفر جمعیت دارد.